# 東北航空
東北航空（とうほく-こうくう）は中華人民共和国遼寧省瀋陽市にある航空会社である。ハブ空港は瀋陽桃仙国際空港。

## 概要
東北航空が創立されたのは2006年で、2007年11月8日に正式就航した。四川航空の子会社であるが、共同出資者には瀋陽中瑞投資有限公司、四川航空集団公司、瀋陽市政府国有資產監督管理委員会、遼寧寰江實業有限公司などがある。出資総額は3.6億人民元である。
主に瀋陽から中国国内の地方都市を結ぶ路線を運航しており、就航都市にはハルビン、佳木斯、牡丹江、チチハル、青島、煙台、天津などが支線航路であり、瀋陽から成都、重慶、温州などのを結ぶ路線が幹線航路である。運航機材にはエンブラエル ERJ 145とエアバスA319がある。
2010年6月、河北航空へと改称した。